# ژان دویدوسارت
ژان دویدوسارت (انگلیسی: Jean Duvieusart; زاده ۱۰ آوریل ۱۹۰۰ – درگذشته ۱۰ اکتبر ۱۹۷۷) یک سیاست‌مدار اهل بلژیک بود.